# Brandon Barker (wrestler)
Brandon Barker (Tampa, ...) è un wrestler statunitense.

## Carriera

### WWE

#### Florida Championship Wrestling (2011-2012)
Barker firma un contratto di sviluppo con la WWE a inizio 2011 e viene mandato ad allenarsi in FCW. Debutta con il ring name di Rodney Thomas il 21 aprile in un Triple Treath Match che vedeva coinvolti Ethan Levin e James Bronson e a vincere è quest'ultimo. Al Port Charlotte Show di giugno, Thomas perde un 6-man tag team match insieme a Donny Marlow e Tito Colon contro James Bronson, Jinder Mahal e Peter Orlov. Il 23 giugno, ottiene la sua prima vittoria, battendo Erick Rowan. Un mese dopo, però, viene sconfitto da Abraham Washington. Al'FCW Tampa Show, il 28 luglio, perde contro Kenneth Cameron. Nei tapings dell'11 agosto, perde per squalifica un Handicap Match in squadra con Colin Cassady contro il solo Richie Steamboat. La settimana dopo, insieme a Brad Maddox, perde un match contro i campioni di coppia FCW, Donny Marlow & CJ Parker.
Nel settembre 2012, lascia la WWE.